# NGC 4010
NGC 4010 (другие обозначения — UGC 6964, MCG 8-22-49, ZWG 243.34, PGC 37697) — галактика в созвездии Большая Медведица.
Этот объект входит в число перечисленных в оригинальной редакции «Нового общего каталога».
Галактика NGC 4010 входит в состав группы галактик M109. Помимо NGC 4010 в группу также входят ещё 42 галактики.